# Gabriel Parès

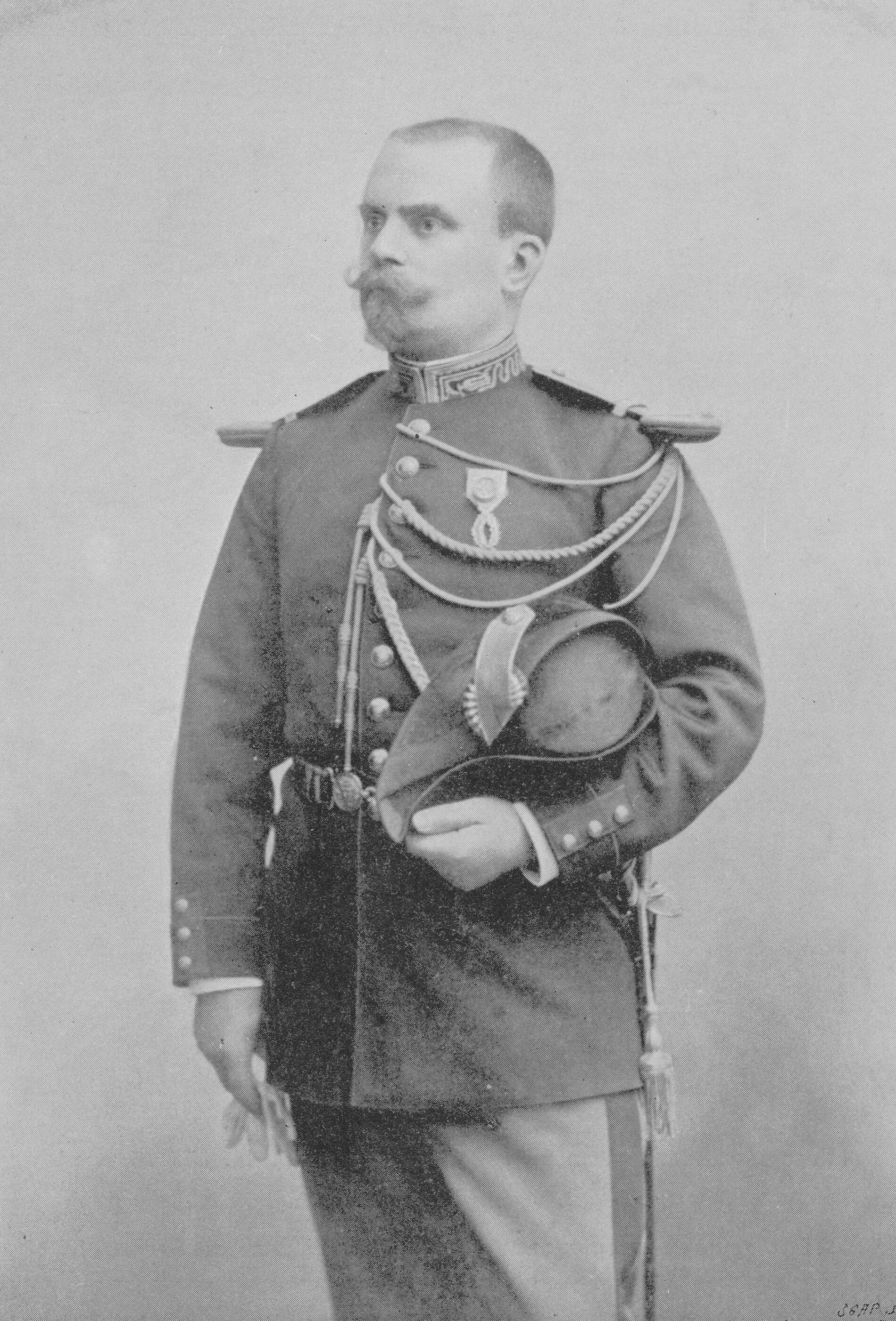
Gabriel Parès (1898)

Philippe Charles Gabriel Parès (Parijs, 18 november 1860 – aldaar, 2 januari 1934) was een Frans componist, dirigent en cornettist. Parès was de zoon van een militaire kapelmeester Philippe Parès en werd groot met de blaasmuziek. De zoon van Gabriel Parès droeg ook de naam van zijn grootvader Philippe Parès (1901-1979) en was eveneens componist.

## Levensloop
Parès studeerde aan het Conservatoire national supérieur de musique te Parijs de vakken compositie bij Théodore Dubois en Léo Delibes en cornet. In 1893 werd hij chef-dirigent van het befaamde harmonieorkest van Orchestre d'harmonie de la Garde Républicaine in Parijs en bleef in deze functie tot 1911. Hij bereikte met dit orkest een hoog muzikaal peil. In 1917 kreeg hij van de Franse president Georges Clemenceau de opdracht een groot harmonieorkest op te richten om daarmee een concerttournee door meer dan 100 steden in de Verenigde Staten te maken. Deze reis werd een groot succes.
Naast zijn veelgeprezen bewerkingen van klassieke werken voor harmonieorkest (waaronder de Symphonie fantastique van Hector Berlioz, de Ouverture tot de opera "Le Roi d'Ys" van Edouard Lalo en beide suites "L'Arlesienne" van Georges Bizet) schreef hij succesrijke eigen werken voor dit medium. Vooral met zijn standaardwerk over de instrumentatie voor harmonieorkesten Nouveau traité d'instrumentation et d'orchestration a l'usages des Musique Militaires d'Harmonie et de Fanfare, maar ook met zijn composities wordt hij als pionier van de symfonische blaasmuziek beschouwd.

## Composities

### Werken voor harmonieorkest
- 1894 Ouverture "Richilde"
- 1900 Mars et Bellone
- 1910 Cheveau-Léger
- 1911 Les Houzards
- Anciennes Marches et Refraines de l'Armée Française
- Cocardier
- Enfants de France
- Fantaisie Ballet
- Fraises
- La Garde defilé, voor harmonieorkest met tambours en clairons
- La Fée des Alpes, fantasie
- La Sainte Hubert, ouverture
- Le Bombardier, mars
- Le fringant
- Le grognard (Les Veterans), mars
- Le secret de Maître Cornille, ouverture
- Le Troubadour
- Le Voltigeur, mars
- Marceau
- Marche des Fédérés
- Marches et refrains de l'Armée française
- Ouverture solenelle
- Pavane Louis XIII
- Pax et Labor, ouverture
- Première Ouverture de Concert
- Rollon
- Suite Provençale
- Toulon, ouverture

### Vocale muziek
- Hymne de la Légion d'Honneur, voor zangstem en piano

### Kamermuziek
- Crépuscule, voor klarinet (of trompet) en piano (ook voor trombone en piano)
- Fantaisie Caprice, voor cornet (of trompet; of altsaxofoon) en piano
- Premièr Solo de Concours, voor cornet en piano

### Pedagogische werken
- 1895 Méthode compléte de Trombone à coulisse
- Méthode élémentaire pour Flute
- Méthode élémentaire pour Clarinette
- Méthode élémentaire pour Trompette
- Méthode élémentaire pour Saxophone
- Méthode de Saxophone

## Publicaties
- 1898 Traite d'Instrumentation et d'Orchestration a l'Usages des Musique Militaires d'Harmonie et de Fanfare, Paris: H. Lemonie & cie.